# Cirriformia quetalmahuensis
Cirriformia quetalmahuensis är en ringmaskart som beskrevs av Hartmann-Schröder 1962. Cirriformia quetalmahuensis ingår i släktet Cirriformia och familjen Cirratulidae. Inga underarter finns listade i Catalogue of Life.